# 绑架课
《漂浮》（英語：Lifted），是2006年一部由皮克斯動畫工作室製作的動畫短片。此短片與電影《五星級大鼠》一起發佈，曾於2007年1月23日獲提名第79屆奧斯卡金像獎最佳動畫短片獎。該片也是導演Gary Rydstrom 第14次獲得奧斯卡獎提名。

## 情節

外星人Stu

有一個很年輕的外星人──Stu，正在於UFO進行考試，他的任務是要在Mr. B的監视下把一名名叫Ernie的農夫升上飛船，但他尝试了多次也没成功，最後他終於把Ernie吸了上來。可是，還未完成任務，Stu便放下了按鈕，使Ernie從高空跌下來，幸好Mr. B按了掣，令Ernie沒有從高空跌下來，並把所有東西放回原位。最後當Mr. B給Stu駕駛飛船時，Stu卻一不小心把房屋弄垮了。直到第二天早上，鬧鐘響起，Ernie起床時，便跌到谷底了。

## 瑣事
- 戲中的 Mr.B 是由 Gary Rydstrom 命名的，他命名的理由是 Mr.B 經常給他的學生"B"的等級。
- 戲中的 Stu 是由 Gary Rydstrom 的狗配音。
- 皮克斯動畫工作室短片小錫兵中的 Tinny 曾出現在農民 Ernie 的床下。
- 戲中的控制台設計靈感源於調音台。
- 當 Stu 把 Erine 撞到牆，控制台便會發出 Mac OS X 的警報聲音。
- 皮克斯動畫工作室定期使用新的軟體插件和技巧來製作短片。這是一部實施了微動計劃〔用於 Mr.B〕 ，動畫家可以選擇某些路段的電腦模型，並利用資訊科技，使之產生共鳴。
- 戲中的 Erine 有點似一同上映的《五星級大鼠》中的主角闊條麵。